# Cândido Xavier de Almeida e Sousa
Cândido Xavier de Almeida e Sousa (São Paulo, 1748 — Santos, 25 de dezembro de 1831) foi um militar e político brasileiro. 

## Vida
Filho de Luciano de Sousa Azevedo, ingressou na carreira das armas em 1762, no regimento de infantaria de São Paulo. Foi também um desbravador de territórios onde hoje encontram-se localidades como Guarapuava, por ele fundada em 8 de setembro de 1770, com o forte de Nossa Senhora do Carmo, no atual estado do Paraná, anteriormente nos limites da capitania de São Paulo com o Paraguai. 
Em 1800 foi enviado ao Mato Grosso para tratar dos limites de fronteira com o Paraguai e comandar o Forte de Coimbra.
Foi membro do triunvirato que governou provisoriamente (10 de setembro de 1822 a 9 de janeiro de 1823) a província de São Paulo logo após a independência do Brasil e, em seguida, governou sozinho de 9 de janeiro de 1823 a 1 de abril de 1824.
Foi agraciado com a Imperial Ordem de Avis, Imperial Ordem de Cristo e oficial da Imperial Ordem do Cruzeiro. 

## Fonte de referência
- SILVA, Alfredo P.M. Os Generais do Exército Brasileiro, 1822 a 1889, M. Orosco & Co., Rio de Janeiro, 1906, vol. 1, 949 pp.